# 川島千代子
 川島 千代子 （かわしま ちよこ、1954年6月2日 - ）は、日本の元女性声優、元ナレーター。東京都大田区、世田谷区奥沢出身。

## 経歴
東京都大田区に生まれ、後に世田谷区奥沢へ引っ越して育つ。世田谷区立九品仏小学校、世田谷区立八幡中学校を経て昭和女子大学附属昭和高等学校卒業。高校時代から芝居をやることを希望し、高校卒業後はテレビタレントセンター東京校で学ぶ。テレビタレントセンターの同期生には、井上和彦、郷里大輔、中谷ゆみ。講師だった声優の永井一郎の誘いで青二プロダクションの準所属となり、1974年から放送の『グレートマジンガー』の端役でデビュー。初レギュラーは1975年に『UFOロボ グレンダイザー』の牧葉ひかる役で、これをデビュー作とする資料もある。
以後、青二プロダクションの正所属となり、1970年代後半は前述の『UFOロボ グレンダイザー』に加えて『宇宙海賊キャプテンハーロック』『惑星ロボ ダンガードA』『宇宙空母ブルーノア』などのSFアニメでヒロインを演じたほか、数々のアニメに出演。

### 人物像
声種はフレッシュで素直なメゾソプラノ。
趣味は絵を描くこと、読書。

## 後任
川島の引退後、持ち役を引き継いだ人物は以下の通り。ただし、『スーパーロボット大戦』シリーズにおける『グレンダイザー』の牧葉ひかるの声は、川島が現役時代に収録した音声のみが使用され続けている。
| 後任       | 役名               | 概要作品                  | 後任の初担当作品            |
| ---------- | ------------------ | ------------------------- | --------------------------- |
| 佐久間紅美 | 死刑執行人（黒髪） | 『スペースコブラ』        | 『コブラ・ザ・アーケード』  |
| 萩原えみこ | キララちゃん       | 『それいけ!アンパンマン』 | 第1125話                    |
| 豊口めぐみ | 市川歌子           | 『怪物くん』第2作         | 『CR怪物くん デーモンの剣』 |

## 出演
太字はメインキャラクター。

### テレビアニメ
1974年
- グレートマジンガー（ハルナの母）

1975年
- みつばちマーヤの冒険（オトシブミ）
- UFOロボ グレンダイザー（1975年 - 1977年、牧葉ひかる）
- ラ・セーヌの星（生徒）

1976年
- 鋼鉄ジーグ（トコ）
- 大空魔竜ガイキング（ユカ）
- 超電磁ロボ コン・バトラーV
- マグネロボ ガ・キーン

1977年
- アローエンブレム グランプリの鷹（イザベル）
- 一休さん (テレビアニメ)
- おれは鉄兵（百合子）
- キャンディ・キャンディ（パトリシア・オブライエン）
- ジェッターマルス（子供、ケン一、サロミ）
- 女王陛下のプティアンジェ（貴婦人、オスカー、クロード）
- 新・巨人の星
- 超人戦隊バラタック（ルリ子）
- 無敵超人ザンボット3（1977年 - 1978年、神花江、神江和行、アキ）

1978年
- 一球さん（芦田麗子）
- 宇宙海賊キャプテンハーロック（1978年 - 1979年、有紀螢、まゆ）
- SF西遊記スタージンガー（1978年 - 1979年、アミラ、シルス）
- 銀河鉄道999（1978年 - 1981年、クレア、クローマリア、サンタナ、マリア、レイ、アヤ、カレル、生命体A）
- ペリーヌ物語
- 未来少年コナン
- 惑星ロボ ダンガードA（フリーゼ）

1979年
- 赤毛のアン（ティリー）
- アニメーション紀行 マルコ・ポーロの冒険（暗殺教団の少女）
- 宇宙空母ブルーノア（土門ケイ）
- くじらのホセフィーナ（ベニータ）
- サイボーグ009（ヒルダ、メセラ）
- 大恐竜時代（友人、ルル）
- ドラえもん（テレビ朝日版第1期）
- トンデモネズミ大活躍（マイヤー家の妻ネズミ）
- 日本名作童話シリーズ 赤い鳥のこころ（杜子春の母）
- 花の子ルンルン（妻）
- 星の王子さま プチ・プランス（夫人）
- 無敵鋼人ダイターン3（ルシアン）
- 野球狂の詩（可奈子の娘）

1980年
- 怪物くん（市川歌子）
- 銀河鉄道999 君は母のように愛せるか!!（子供D）
- 釣りキチ三平
- 伝説巨神イデオン（女兵士）
- トム・ソーヤーの冒険（ヒラー夫人）
- 魔法少女ララベル
- マリンスノーの伝説（看護婦）
- 燃えろアーサー 白馬の王子（ソニヤ、アリス、レナ）
- ルパン三世 (TV第2シリーズ)

1981年
- 銀河旋風ブライガー（シンシア）
- タイガーマスク二世（1981年 - 1982年、有吉みどり）
- めちゃっこドタコン（河井洋介、イッサン）
- 若草の四姉妹（エミー・マーチ）

1982年
- あさりちゃん（浜野タタミ）
- アンドロメダ・ストーリーズ（ジムサ〈幼年時代〉）
- おちゃめ神物語コロコロポロン（アマゾネス）
- おはよう!スパンク
- 銀河烈風バクシンガー（キャシー・ルー〈2代目〉）
- ゲームセンターあらし（子供、看護婦）
- スペースコブラ
- 戦闘メカ ザブングル（ムーナ）
- ダッシュ勝平（キキ・プラン）
- フクちゃん（福山花子）
- 魔境伝説アクロバンチ（エルシー）
- 魔法のプリンセス ミンキーモモ（ポポロ）

1983年
- 愛してナイト（芽衣子）
- アルプス物語 わたしのアンネット（フランツ・ヨーゼフ）
- キャッツ♥アイ（和美）
- 銀河疾風サスライガー（リンジー）
- 光速電神アルベガス（朝吹彩子、円条寺みどり、文太、哲也少年）
- ストップ!! ひばりくん!（岩咲先生）
- プラレス3四郎（おばさん）
- まんがイソップ物語（チー）
- みゆき（真人の母、若松みゆきの母）

1984年
- オヨネコぶーにゃん（ゆでたたまご）※第1期OPテーマソングも担当。
- GU-GUガンモ（リンダの母）
- 宗谷物語（正子、波子）
- とんがり帽子のメモル（ポピット）
- リトル・エル・シドの冒険

1985年
- ゲゲゲの鬼太郎（第3作）（1985年 - 1987年、新一、正子、若杉先生〈2代目〉、ヒ一族母）
- 超獣機神ダンクーガ（女運転手、シスター、カール）
- 北斗の拳（マコ）

1986年
- メイプルタウン物語（ミレーユ先生）

1987年
- ウルトラB（鈴本ミチオ）
- きまぐれオレンジ☆ロード（ひかるの母）
- グリム名作劇場（おかあさん）
- 新メイプルタウン物語 パームタウン編（ジョージのママ）
- 聖闘士星矢（ガイスト、紫龍〈少年時代〉）

1988年
- キテレツ大百科（1988年 - 1996年、サチコの母、婦人、初江、おかみさん、桜井芳江〈初代〉、美智代）
- シティーハンター2（さゆり）
- 新グリム名作劇場（1988年 - 1989年、小作人の女房、母親）

1989年
- 悪魔くん（1989年 - 1990年、青ピクシー、埋れ木コハル）
- それいけ!アンパンマン（1989年 - 1994年、ラクダット〈初代〉、パール王子〈初代〉、キララちゃん〈初代〉）
- ビックリマン（神帝フッド〈2代目〉 / 聖豊フッド）
- 魔法使いサリー（平成版）（1989年 - 1991年、ママ）

1990年
- 美味しんぼ（1990年 - 1992年、花森みな子、尚弘子） - 1シリーズ+特別編
- まじかる☆タルるートくん（水っちゃん、母）
- YAWARA!（1990年 - 1992年、富士子）

1991年
- トラップ一家物語（マリアの母）
- ハイスクールミステリー学園七不思議（南郷涙子）

1992年
- スーパービックリマン（甲機メカタートル〈2代目〉）
- 大草原の小さな天使 ブッシュベイビー（ノルダム先生）
- 美少女戦士セーラームーン / R / S / SuperS / セーラースターズ（1992年 - 1997年、桜田春菜、月野進悟、冥王せつな / セーラープルート、デレーラ、DDガールズI、ウトンベリノ、ヤーマンダッカ） - 5シリーズ
- ママは小学4年生（水木るり子）

1994年
- ツヨシしっかりしなさい（ミノルの母）
- 七つの海のティコ（ベネックス）

1995年
- アニメ世界の童話（王妃）
- ママレード・ボーイ（おかみさん）

1996年
- ゲゲゲの鬼太郎（第4作）（1996年 - 1997年、直也の母、佳枝）
- 名探偵コナン（皆川克彦の母）
- YAWARA! Special ずっと君のことが…。（富士子）

1999年
- KAIKANフレーズ（大河内レイコ）
- 神風怪盗ジャンヌ（日下部ころん〈まろんの母〉、高土屋全の母）
- 週刊ストーリーランド（カオリ）

### 劇場アニメ
1975年
- これがUFOだ!空飛ぶ円盤（ベティ・ヒル）

1976年
- UFOロボ グレンダイザー対グレートマジンガー（ひかる）

1978年
- 宇宙海賊キャプテンハーロック アルカディア号の謎（有紀螢、まゆ）
- キャンディ・キャンディ キャンディ・キャンディの夏休み（パトリシア・オブライエン）

1980年
- サイボーグ009 超銀河伝説
- 地球へ…（トォニィ〈子供時代〉）

1981年
- 怪物くん 怪物ランドへの招待（お姉ちゃん）
- さよなら銀河鉄道999 アンドロメダ終着駅（有紀螢）
- シリウスの伝説（タツノコB）
- 世界名作童話 白鳥の湖（カテリーナ）
- 夏への扉（娘B）
- 21エモン 宇宙へいらっしゃい!（ガイド）
- ユニコ

1982年
- あさりちゃん 愛のメルヘン少女（タタミ）
- 浮浪雲（おきよ）
- 伝説巨神イデオン 接触篇（ルウの母）

1984年
- ドラえもん のび太の魔界大冒険（少年A）
- パパママバイバイ（お母さん）
- 綿の国星（アパートの主婦A）

1985年
- キン肉マン 正義超人vs古代超人（幸一少年）
- 戦国魔神ゴーショーグン 時の異邦人（秘書）
- とんがり帽子のメモル（ポピット）

1986年
- RUNNING BOY スター・ソルジャーの秘密（げん太の母）

1987年
- 新メイプルタウン物語 パームタウン編（コゼット）

1988年
- ウルトラB ブラックホールからの独裁者B・B!!（鈴本ミチオ）

1989年
- 悪魔くん（青ピクシー）
- 伊勢湾台風物語（阿久根忠治）

1990年
- 悪魔くん ようこそ悪魔ランドへ!!（埋れ木コハル）
- 魔法使いサリー（ママ）

1992年
- YAWARA! それゆけ腰ぬけキッズ!!（逸郎の母）
- 劇場版　キャンディ♡キャンディ（レイン先生）

1993年
- Dr.スランプ アラレちゃん んちゃ!ペンギン村より愛をこめて（チャップ王子）

1994年
- 劇場版 美少女戦士セーラームーンS（冥王せつな）
- Dr.スランプ アラレちゃん ほよよ!!助けたサメに連れられて…（マーメイド女王）

1995年
- 美少女戦士セーラームーンSuperS セーラー9戦士集結!ブラック・ドリーム・ホールの奇跡（冥王せつな）

2001年
- がんばれ!ジャイアン!!（モテ夫のママ）
- はとよ ひろしまの空を

### OVA
- GREED（1985年、イコ）
- ガルフォース（1986年、ソルノイド司令）
- ナマケモノが見てた（1988年）
- ワット・ポーとぼくらのお話（1988年、エヴァ）
- 風魔の小次郎（1990年、神[32]）
- ガデュリン（1990年、ナレーション）
- 心霊恐怖レポート うしろの百太郎（1991年、一太郎の母）
- リカちゃん ふしぎな魔法のリング（1991年、ピアノの先生）
- アニメ・アート・ビデオ・コレクション 「ジャックと豆の木」（1993年、母親）
- ぼくの地球を守って（1993年、輪の母）
- ぐるぐるタウンのはなまるくん（1999年、ぞうのおばあさん）

### ゲーム
- イースIV The Dawn of Ys（1993年、ティム）
- 美少女戦士セーラームーン Collection（1994年、月野新悟）
- 美少女戦士セーラームーンS こんどはパズルでおしおきよ!（1994年、セーラープルート）
- ポリスノーツ（1994年、クリス・ゴドウィン、ロレイン・北条）
- YAWARA!2（1994年）
- 美少女戦士セーラームーンS（1995年、セーラープルート）
- 美少女戦士セーラームーンS くるっくりん（1995年、セーラープルート）
- 美少女戦士セーラームーンSuperS ふわふわパニック（1995年、セーラープルート）
- 美少女戦士セーラームーンSuperS 全員参加!! 主役争奪戦（1996年、セーラープルート[33]）
- 美少女戦士セーラームーンSuperS 真・主役争奪戦（1996年、セーラープルート / 冥王せつな）
- スーパーロボット大戦シリーズ（1999年 - 2019年、牧場ひかる） - 6作品[一覧 1] - 『MX』（2004年）以降はライブラリ出演
- 松本零士999 〜Story of Galaxy Express 999〜（2001年、有紀螢） - 引退作

### 吹き替え

#### 映画
- トレマーズ（ナンシー・スタングット）※テレビ版
- ネバーセイ・ネバーアゲイン（ニコル）※機内版
- ふたり（金髪女性）※TBS版
- ポルターガイスト（タットヒル夫人）※フジテレビ版

#### ドラマ
- スター・トレックシリーズ（ウラ）

### テレビ番組
- 日立 世界・ふしぎ発見!（声の出演）
- はたらくひとたち（ケンちゃん）

### ラジオ番組
- BCLワールドタムタム（日本短波放送）

### 特撮
- ウルトラマンティガ（TPC隊員の声）※第38話

### ナレーション
- すくすくのびのび ゆかいなこん
- スケバン刑事（第1話 - 10話）
- ねらわれた学園

### レコーディング参加
- 山田銀次郎「銀次郎音頭(硬派銀次郎)」 - 高子役でセリフ参加
- 「美少女戦士セーラームーン メモリアルソングBOX」 - セーラープルート役でナレーション収録

### シリーズ一覧
1. ↑  『コンプリートボックス』（1999年）、『MX』（2004年）、『MX ポータブル』（2005年）、『A PORTABLE』『Z』（2008年）、『DD』（2019年）